# Лонг-Прери (город, Миннесота)
Лонг-Пре́ри (англ. Long Prairie) — город в округе Тодд, штат Миннесота, США. На площади 6,3 км² (6,1 км² — суша, 0,2 км² — вода), согласно переписи 2010 года, проживают 3458 человек. Плотность населения составляет 566,9 чел./км².
По территории города протекает река Лонг-Прери, в честь которой населённый пункт и получил своё название.
- Телефонный код города — 320
- Почтовый индекс — 56347
- FIPS-код города — 27-38060[2]
- GNIS-идентификатор — 0647139[3]